# Вільгельм Онезорге
Карл Вільгельм Онезорґе (нім. Karl Wilhelm Ohnesorge) — німецький державний діяч, рейхсміністр пошти Третього рейху (1937—1945), обергрупенфюрер НСКК (5 вересня 1938).

## Життєпис
Вільгельм Онезорґе народився 8 червня 1872 року в Грефенхайніхене в родині телеграфного чиновника. Свої шкільні роки провів у Франкфурті-на-Майні. У 1890 році як стажист прийшов на службу в Головну поштову дирекцію Франкфурта. C 1897 року служив у берлінському поштовому відомстві. З 1898 по 1901 роки вивчав математику і фізику в університетах Берліна і Кіля.
З 1900 року на службі в телеграфному управлінні Берліна. З 1901 по 1914 роки на службі в Головній поштовій дирекції. Від серпня 1914 до січня 1915 року референт служби зв'язку Верховного командування. З лютого 1915 по листопад 1918 року начальник телеграфного управління при Генштабі. За заслуги був удостоєний Залізним хрестом 2-го і 1-го класу. Після демобілізації в 1919 році на службі в Головній поштовій дирекції Дортмунда.
Одним з перших приєднався до нацистського руху. У 1920 році Онезорг познайомився з Адольфом Гітлером і вони стали хорошими друзями. Незабаром після цього він вступив в НСДАП (квиток № 42) і створив першу організацію НСДАП за межами Баварії — ортсгруппе (нім. Ortsgruppe) в Дортмунді. Під час Рурської кризи в 1923 році, в порушення заборон союзників, забезпечував телефонний зв'язок з незайнятої частиною Німецької імперії. Після провалу Пивного путчу в листопаді 1923 року, він залишався вірним послідовником Гітлера. У 1924 році в знак визнання його заслуг у «боротьбі за Рур» Онезорг був призначений начальником відділу Головної поштової дирекції в Берліні.
У 1929 році став президентом Центрального імперського управління пошти, яке знаходилося в Темпельхофі і вдруге вступив в НСДАП. З 1 березня 1933 статс-секретар Імперського міністерства пошти і фактично керівник його. 2 лютого 1937 був призначений рейхсміністром пошти замість відправленого у відставку барона Пауля Ельц-Рюбенаха.
У червні 1942 року запропонував Гітлеру план створення атомної бомби. Підтримував наукову діяльність Манфреда фон Арденне. Після самогубства Гітлера і формування уряду Деніца в нього не ввійшов і залишив свою посаду 1 травня 1945 року.
Був заарештований американцями в травні 1945 року, кілька років перебував у різних таборах для військовополонених і був допитаний як свідок на Нюрнберзькому процесі. У 1948 році був звільнений від відповідальності, проте апеляційна палата суду Верхньої Баварії в 1949 році зарахувала його до «головних злочинців». У 1955 році за станом здоров'я постанова суду була скасована і Онезорге був відпущений. У наступні роки жив на пенсію від поштового відомства. Помер 1 лютого 1962 року в Мюнхені.

## Нагороди

### Перша світова війна
- Залізний хрест 2-го і 1-го класу

### Міжвоєнний період
- Почесний хрест ветерана війни
- Почесний кут старих бійців
- Золотий партійний знак НСДАП
- Кільце «Мертва голова»
- Почесний знак Німецького Червоного Хреста 1-го класу

### Друга світова війна
- Золотий почесний знак Гітлер'югенду з дубовим листям (20 вересня 1939)
- Хрест Воєнних заслуг 2-го і 1-го класу з мечами
- Почесний знак «Піонер праці» (1 травня 1941)
- Орлиний щит Німецької імперії
- Кільце Фріца Тодта (24 липня 1944)
- Лицарський хрест Хреста воєнних заслуг з мечами (1 листопада 1944)
- Медаль «За вислугу років в НСДАП» у золоті, сріблі та бронзі (25 років)